# Варепа, Иван Иосифович
Иван Иосифович Варепа, в Указе о награждении званием Героя Советского Союза — Верепа (1910—1981) — лейтенант Рабоче-крестьянской Красной Армии, участник Великой Отечественной войны, Герой Советского Союза (1944).

## Биография
Иван Варепа родился 19 апреля (по новому стилю — 1 мая 1910 года) в селе Перьятинка (ныне — Жарминский район Восточно-Казахстанской области Казахстана) в семье крестьянина. Окончил начальную школу, после чего работал трактористом в колхозе. В июле 1941 года Варепа был призван на службу в Рабоче-крестьянскую Красную Армию. С августа 1943 года — на фронтах Великой Отечественной войны. К сентябрю 1943 года гвардии младший сержант Иван Варепа командовал пулемётным расчётом 218-го гвардейского стрелкового полка 77-й гвардейской стрелковой дивизии 61-й армии Центрального фронта. Отличился во время битвы за Днепр.
27 сентября 1943 года Варепа, несмотря на массированный вражеский огонь, переправился через Днепр в районе села Неданчичи Репкинского района Черниговской области Украинской ССР. На западном берегу расчёт Варепы принимал активное участие в отбитии четырёх вражеских контратак и прикрытии переправляющихся через реку советских подразделений.
Указом Президиума Верховного Совета СССР «О присвоении звания Героя Советского Союза генералам, офицерскому, сержантскому и рядовому составу Красной Армии» от 15 января 1944 года за «образцовое выполнение боевых заданий командования по форсированию реки Днепр и проявленные при этом мужество и героизм» гвардии младший сержант Иван Варепа был удостоен высокого звания Героя Советского Союза с вручением ордена Ленина и медали «Золотая Звезда» за номером 3070.
Вскоре Варепа окончил курсы младших лейтенантов. В 1945 году он вступил в ВКП(б). После окончания войны в звании лейтенанта Варепа был уволен в запас. Вернулся в Казахскую ССР, работал в колхозе в Семипалатинской области. Умер 15 марта 1981 года, похоронен в посёлке Ауэзов.
Был также награждён орденом Александра Невского и рядом медалей.